# 駒井喜作

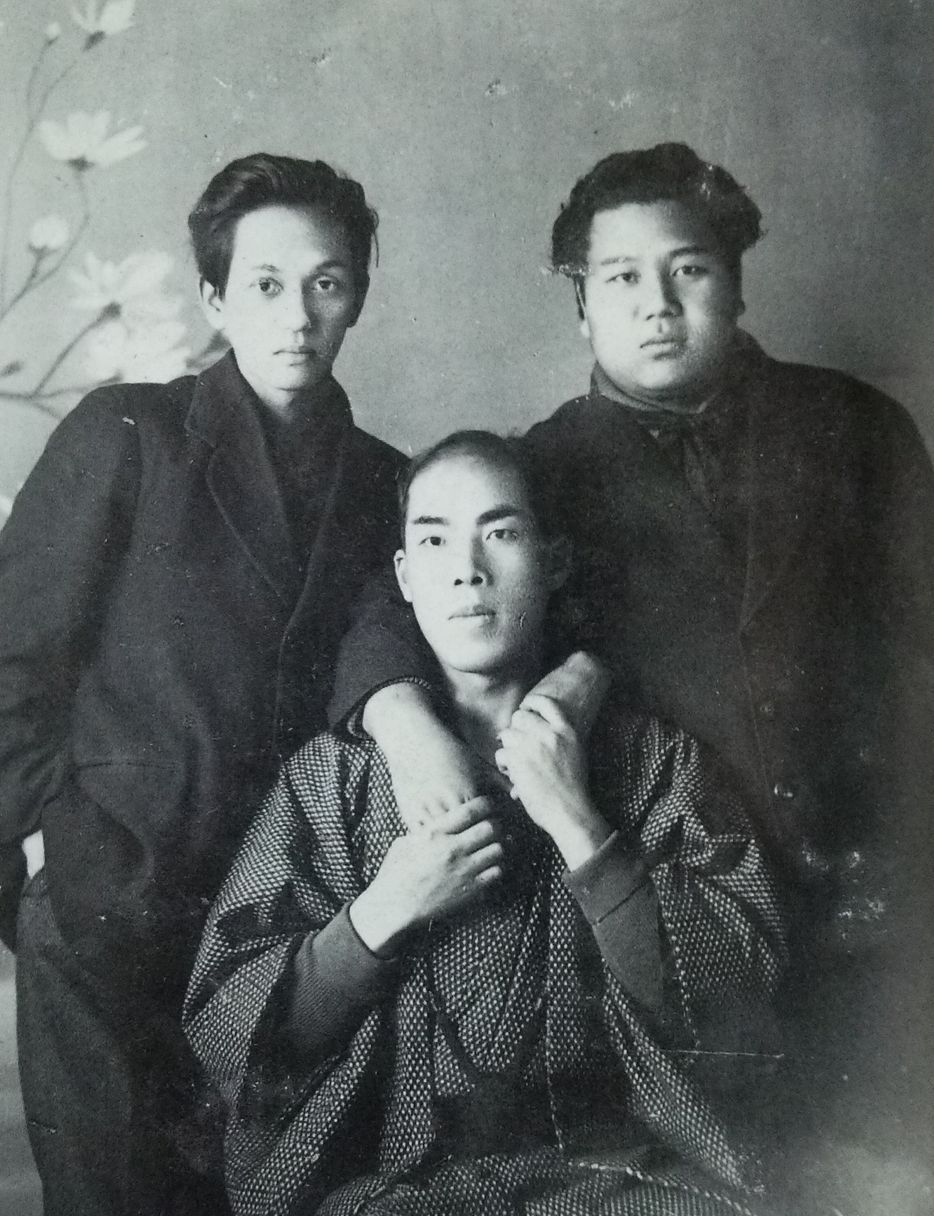
中央の人物が駒井　西光万吉(左側)、泉野利喜蔵(右側)とともに　1922年

駒井 喜作（こまい きさく、1897年（明治30年）5月18日 - 1945年（昭和20年）11月1日）は奈良県出身の水平運動家。阪本清一郎・西光万吉とともに水平社を創立した「三人男」の一人である。

## 経歴
奈良県南葛城郡（現・御所市）掖上村柏原北方で富裕な桐材商の家庭に生まれる。掖上尋常小学校から御所高等小学校を経て自彊学院（現・桃山学院）に在籍。1916年、同校を4年で中退し、艶歌師の群れに加わって名古屋市などを流浪する。
1918年、奈良連隊に入営。7週間で除隊し、1919年に郷里で阪本清一郎や西光万吉や池田吉作とともに青年グループ「つばめ会」を結成。さらに社会問題研究部を作り、東京方面の新思想家と交際。1920年、阪本清一郎や西光万吉とともに日本社会主義同盟に参加。1922年、全国水平社の結成に参加。水平社宣言を朗読した。中央執行委員をつとめた。
1923年の水国事件（下永事件）で逮捕起訴され、懲役1年3月の実刑判決を受ける。出獄後、奈良市で麻雀店を経営していたが、1932年10月12日、夫婦約束の仲であった芸者をめぐり暴力団員一名を日本刀で斬殺し、懲役12年の実刑判決を受ける。朝田善之助は『差別と闘いつづけて』の中で「駒井はのちに女の問題でやくざに刺されて死んだ」と述べているが、これは誤りであると木村京太郎は指摘している。
東京の小菅刑務所で服役した後、1939年4月29日に仮出獄。郷里に帰った後、奈良市で喫茶店を経営し結婚。敗戦当時は軍関係の缶詰工場を経営していた。1945年11月1日、胃癌で死去。